# Telebasis coccinea
Telebasis coccinea – gatunek ważki z rodziny łątkowatych (Coenagrionidae). Występuje na terenie Ameryki Południowej.